# Reminder (Fernsehserie)
Reminder (Originaltitel: Aşkı Hatırla; stilisierte Eigenschreibweise: reminder. bzw. aşkı hatırla.) ist eine türkische Serie, die von der Produktionsfirma O3 Medya für Walt Disney Company umgesetzt wurde. Ihre Europapremiere feiert die Serie am 5. Juni 2025 mit den ersten beiden Episoden im Rahmen der 11. Ausgabe des Festivals Seriencamp in Köln. In der Türkei fand die Premiere der Serie am 18. Juni 2025 als Original durch Disney+ via Star statt. Im deutschsprachigen Raum erfolgte die Erstveröffentlichung der Serie am selben Tag durch Disney+ via Star.

## Handlung
Güneş, eine bekannte Influencerin, und Deniz, ein angesehener Architekt, stehen kurz davor, den Bund der Ehe einzugehen. Doch noch vor der Hochzeit erleben beide das Scheitern ihrer Beziehung. Eines schicksalhaften Tages kreuzen sich ihre Wege zufällig wieder. Was als zufälliges Treffen beginnt, löst eine Reihe von Ereignissen aus, die das Leben beider grundlegend verändern. Eine mysteriöse Nachricht auf ihren Handys führt sie auf eine bewegende und transformative Reise. Dabei suchen sie nach den fehlenden Stücken in ihrer gescheiterten Partnerschaft und nach Dingen, die sie an die Liebe erinnern könnten, die sie verloren glaubten. Diese Erfahrung eröffnet ihnen die Chance, wieder an die Liebe zu glauben und einen neuen Weg zu finden.

## Besetzung und Synchronisation
Die deutschsprachige Synchronisation entstand nach den Dialogbüchern von Marc Rosenberg, Mark Kuhn und Anna Ewelina sowie unter der Dialogregie von Marc Rosenberg und Mark Kuhn durch die Synchronfirma Iyuno Germany in München.
| Rolle  | Schauspieler          | Synchronsprecher    |
| ------ | --------------------- | ------------------- |
| Güneş  | Hande Erçel           | Katharina Friedl    |
| Deniz  | Barış Arduç           | Kevin Kasper        |
| Boran  | Feyyaz Şerifoğlu      | Arne Hörmann        |
| Umay   | Başak Gümülcinelioğlu | Marget Flach        |
| Hakan  | Alper Saldıran        | Felix Auer          |
| Ayça   | Melis Minkari         | Zina Laus           |
| Pervin | Sezin Akbaşoğulları   | Kathrin Gaube       |
| Beren  | Begüm Akkaya          | Judith Peres        |
| Özgen  | Naz Göktan            | Leslie-Vanessa Lill |
| Rauf   | Cüneyt Yalaz          | Hans Bayer          |
| Ozan   | Başaran Yavuz         | Martin Schülke      |
| Sezin  | Nihal Tüfekçioğlu     | Carolin Hartmann    |
| Ege    | Abdullah Burak Kaya   | Frederic Diedrich   |
| Şeyda  | Başak Özkan           | Anna Ewelina        |
| Mahir  | Fatih Al              | Mark Kuhn           |
| Beste  | Ece Gültekin          | Helene Schmitt      |

## Episodenliste
| Nr. | Deutscher Titel              | Originaltitel       | Erstveröffentlichung (Türkei) | Deutschsprachige Erstveröffentlichung (D/A/CH) |
| --- | ---------------------------- | ------------------- | ----------------------------- | ---------------------------------------------- |
| 1   | Erstes Date                  | İlk Buluşma         | 18. Juni 2025                 | 18. Juni 2025                                  |
| 2   | Die Liebe ist ein Spielplatz | Aşk Bir Oyun Parkı  | 18. Juni 2025                 | 18. Juni 2025                                  |
| 3   | Unsere Versprechen           | Verdiğimiz Sözler   | 18. Juni 2025                 | 18. Juni 2025                                  |
| 4   | Ich werde dich vermissen     | Seni Özleyeceğim    | 25. Juni 2025                 | 25. Juni 2025                                  |
| 5   | Vertrauensprobleme           | Güven Meselesi      | 2. Juli 2025                  | 2. Juli 2025                                   |
| 6   | Keine weiteren Abschiede     | Vedaları Hiç Sevmem | 9. Juli 2025                  | 9. Juli 2025                                   |
| 7   | Hochzeit wider Willen        | Aşk Yeniden         | 16. Juli 2025                 | 16. Juli 2025                                  |
| 8   | Erinnerung                   | Aşkı Hatırla        | 23. Juli 2025                 | 23. Juli 2025                                  |